# Ел Гранада
Ел Гранада (на английски: El Granada) е населено място в окръг Сан Матео, района на залива на Сан Франциско, щата Калифорния, Съединените американски щати.

## Население
Има население от 5724 души (2000).

## География
Общата площ на Ел Гранада е 14 км2 (5,4 мили2).
1. ↑  www.census.gov //   Посетен на 9 юли 2020 г.
2. ↑  data.census.gov //   Посетен на 10 май 2022 г.